# Ammocharis coranica
Ammocharis coranica es una especie de planta bulbosa, perteneciente a la familia de las amarilidáceas. Es originaria de África.

## Descripción
Es una planta bulbosa ovoide que alcanza un tamaño de 10 cm,  las hojas 6-12,se producen antes de las flores, en verano o en otoño, llegando a un longitud de 30 cm, de color verde, glabras; con pedúnculo grueso, lateral, con 20-40 flores en una umbela, roja, fragante y brillante, producida en diciembre en las plantas silvestres.

## Distribución
Se distribuyen desde Namibia a cerca de Ciudad del Cabo en Sudáfrica.

## Taxonomía
Ammocharis coranica fue descrita por Ker Gawl. y William Herbert
Etimología
Ammocharis: nombre genérico que deriva de las palabras griegas: ammos y charis que significa "belleza de tierra".
coranica: epíteto
Sinonimia
| - Amaryllis coranica Ker Gawl. basónimo - Amaryllis coranica var. pallida Lindl. - Ammocharis coccinea Pax - Ammocharis coranica var. pallida (Lindl.) Herb. - Ammocharis taveliana Schinz | - Brunsvigia coranica (Ker Gawl.) Ker Gawl. - Crinum coccineum (Pax) Fritsch - Crinum tavelianum (Schinz) Fritsch - Palinetes coranica (Ker Gawl.) Salisb. |